# Vectora (Schriftart)

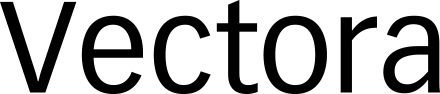

Vectora ist der Name einer Schriftart, die von Adrian Frutiger 1990 entworfen wurde und bei Linotype erschien. Frutiger entwarf die Vectora mit dem Ziel, eine Grotesk-Schrift zu erstellen, die auch in kleinen Schriftgraden noch gut lesbar ist. Die Schriftfamilie Vectora besteht aus acht Schriftschnitten, die der bei Frutiger-Schriften verbreiteten Nummerierung zur Kennzeichnung der Strichstärken unterliegen, z. B. Vectora 55 Roman.